# حاجز دوفر

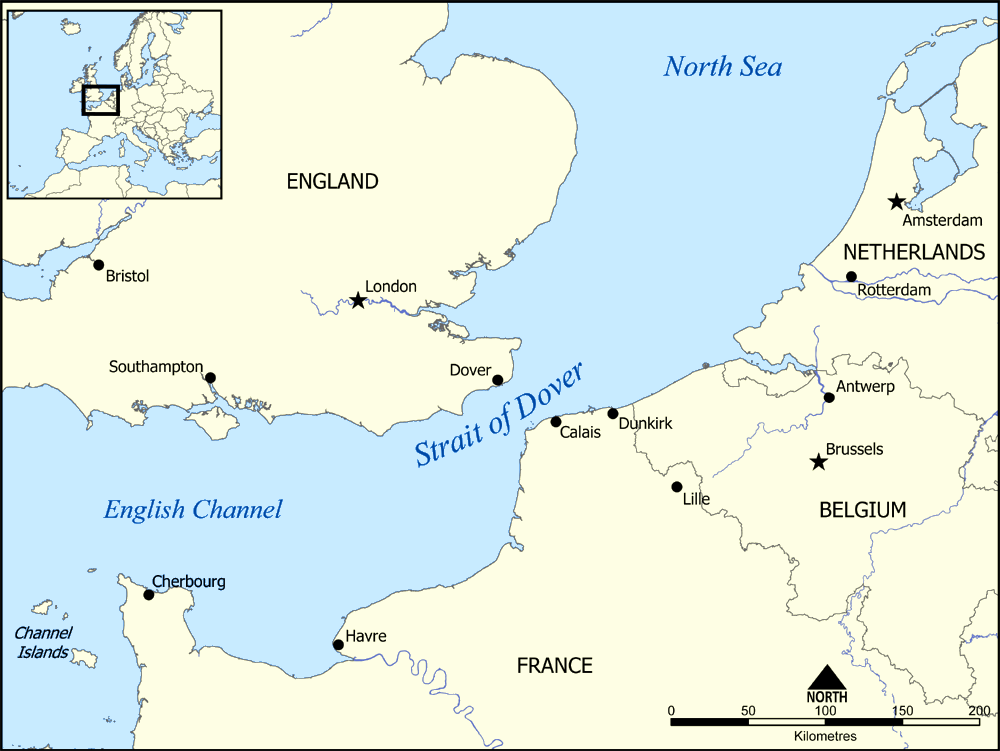
مضيق دوفر

حاجز دوفر (بالإنجليزية: Dover Barrage)‏ هو حاجز يهدف إلى منع الغواصات الألمانية من المرور عبر مضيق دوفر.
تم إنشاء هذا الحاجز بواسطة حقول الألغام خلال الحرب العالمية الأولى اعتبارًا من فبراير 1915، بواسطة شباك مضادة للغواصات و هي شباك فولاذية مثبتة في قاع المضيق.   في أبريل من نفس العام، بدأت السفن في القيام بدوريات في نفس المنطقة.
واعتبر الطرفان المتحاربان أن القصف كان فعالاً وعزا الألمان بعض خسائر الغواصات إليه. وفي مارس 1916، قدر الألمان أن هذا الحاجز يمكن عبوره على السطح ليلًا.
قام الحلفاء بتحريك الوابل لتغطية رأس غريس ني ومدينة فولكستون، ونشروا حقول ألغام جديدة واستخدموا القوارب المزودة بالكشافات، مما أغلى القناة فعليا أمام الغواصات.
في عام 1940،أُنشئ حقل ألغام أيضًا في نفس المنطقة خلال الحرب العالمية الثانية.